# General Carneiro (Paraná)
General Carneiro ist ein brasilianisches Munizip im Süden des Bundesstaats Paraná. Es hat 13.909 Einwohner (2022), die sich Carneirenser nennen. Seine Fläche beträgt 1.072 km². Es liegt 895 Meter über dem Meeresspiegel.

## Etymologie
Der Name der Kolonie ist eine Hommage an General Antônio Ernesto Gomes Carneiro, der am 10. Februar 1894 als Kommandeur der Regierungstruppen bei der Verteidigung der Stadt Lapa (vom 15. Januar bis 11. Februar 1894) während der föderalistischen Revolution fiel.

## Geschichte

### Besiedlung
Die historischen Ursprünge der Gemeinde General Carneiro sind mit der Entdeckung der Campos de Palmas verbunden. Der Ort entstand aus dem Durchzug von Tropeiros, die von den Campos Gerais aus zu den Campos de Palmas zogen. Im Dorf lebten bereits mehrere Pionierfamilien, die durch den Reichtum der hier vorhandenen Wälder angezogen wurden. Zunächst entstand das Dorf Passo de Galinha aus einem Rastplatz der Tropeiros. Die ersten Gebäude wurden rund um ein Handelshaus errichtet.
Polen und Ukrainer sorgten für eine starke Entwicklung des Gebiets. João Humhevicz, Thomas Gaiovicz, Simão Gaiovicz, Onofre Gaiovicz und José Dralrtk mit ihren Familien waren Pioniere, die ihre Namen in der Ortsgeschichte hinterlassen haben.
Im August 1901 wurde in Colônia General Carneiro ein Polizeibezirk eingerichtet. Der Sitz des Distrikts General Carneiro wurde 1927 an den Ort Iratim verlegt. So blühte der Bezirk Iratim auf. Im Jahr 1958 wurde der Bezirk São José de Palmas mit Sitz in Passo de Galinha gegründet. Diese Siedlung wuchs stark an.

### Erhebung zum Munizip
São José de Palmas (ehemals Passo de Galinha) wurde durch das Staatsgesetz Nr. 4338 vom 25. August 1961 aus Palmas ausgegliedert und unter dem Namen General Carneiro in den Rang eines Munizips erhoben. Es wurde am 19. Dezember 1961 als Munizip installiert.

## Geografie

### Fläche und Lage
General Carneiro liegt auf dem Terceiro Planalto Paranaense (der Dritten oder Guarapuava-Hochebene von Paraná). Seine Fläche beträgt 1072 km². Es liegt auf einer Höhe von 895 Metern.

### Vegetation
Das Biom von General Carneiro ist Mata Atlântica.

### Klima
Das Klima ist gemäßigt warm. Es werden hohe Niederschlagsmengen verzeichnet (1690 mm pro Jahr). Im Jahresdurchschnitt liegt die Temperatur bei 16,4 °C. Die Klimaklassifikation nach Köppen und Geiger lautet Cfb.

### Gewässer
General Carneiro liegt im Einzugsgebiet des Iguaçu. Sein linker Nebenfluss Rio Jangada bildet die östliche Grenze des Munizips. Zu ihm fließt innerhalb des Munizipgebiets der Rio do Farias. Die westliche Grenze bildet der Rio Iratim mit seinem Nebenfluss Rio Lajeado da Goiabeira. Der Rio Lajeado Grande markiert die nördliche Grenze.

### Straßen
General Carneiro liegt an der BR-153 (Transbrasiliana) von Erechim (Rio Grande do Sul) nach União da Vitória und weiter nach Jacarezinho. Über die PR-170 kommt man im Norden nach Bituruna.

### Nachbarmunizipien
|        | Porto Vitória                               | Bituruna                 |
| Palmas | Kompassrose, die auf Nachbargemeinden zeigt |                          |
|        |                                             | Caçador (Santa Catarina) |

## Stadtverwaltung
Bürgermeister: Joel Ricardo Martins Ferreira, PSDB (2021–2024)
Vizebürgermeister: Célio Luiz Garbin, PSDB (2021–2024)

## Demografie

### Bevölkerungsentwicklung
| Jahr | Einwohner | Stadt | Land |
| ---- | --------- | ----- | ---- |
| 1970 | 6.810     | 12 %  | 88 % |
| 1980 | 8.976     | 33 %  | 67 % |
| 1991 | 11.287    | 54 %  | 46 % |
| 2000 | 13.899    | 64 %  | 36 % |
| 2010 | 13.669    | 70 %  | 30 % |
| 2022 | 13.909    |       |      |

Quelle: IBGE (2011) und Volkszählung 2022

### Ethnische Zusammensetzung
| Gruppe * | 1991    | 2000    | 2010    | wer sich als …                                                                   |
| --- | ------- | ------- | ------- | -------------------------------------------------------------------------------- |
| Weiße | 70,9 %  | 61,0 %  | 59,1 %  | weiß bezeichnet                                                                  |
| Schwarze | 0,8 %   | 1,7 %   | 2,3 %   | schwarz bezeichnet                                                               |
| Gelbe | 0,0 %   | 0,1 %   | 1,4 %   | von fernöstlicher Herkunft wie japanisch, chinesisch, koreanisch etc. bezeichnet |
| Braune | 28,2 %  | 36,5 %  | 36,6 %  | braun oder als Mischung aus mehreren Gruppen bezeichnet                          |
| Indigene | 0,0 %   | 0,2 %   | 0,6 %   | Ureinwohner oder Indio bezeichnet                                                |
| ohne Angabe | 0,0 %   | 0,5 %   | 0,0 %   |                                                                                  |
| Gesamt | 100,0 % | 100,0 % | 100,0 % |                                                                                  |
| *) Das IBGE verwendet für Volkszählungen ausschließlich diese fünf Gruppen. Es verzichtet bewusst auf Erläuterungen. Die Zugehörigkeit wird vom Einwohner selbst festgelegt. |         |         |         |                                                                                  |

Quelle: IBGE (Stand: 1991, 2000 und 2010)

## Wirtschaft
Der Schwerpunkt der Wirtschaft liegt auf der Gewinnung von Holz.
Die Landwirtschaft (Mais, Bohnen und Sojabohnen) und die Viehzucht (Rinderzucht und Milchproduktion) werden zunehmend ausgebaut.
Auch der Dienstleistungssektor macht einen großen Teil der lokalen Wirtschaft aus.